# کتی لومن
کتی لومن (انگلیسی: Katie Lohmann؛ زادهٔ ۲۹ ژانویهٔ ۱۹۸۰) هنرپیشه اهل ایالات متحده آمریکا است.